# Światłowodowa siatka Bragga
Światłowodowa siatka Bragga (światłowodowy filtr Bragga lub filtr Bragga) – segment światłowodu o długości 1–10 mm, który odbija (zawraca) światło o określonej długości fali. Światło o innych długościach fali jest całkowicie przepuszczane. Takie selektywne odbicie zachodzi dzięki wykonanej w rdzeniu światłowodu strukturze będącej okresową zmianą współczynnika załamania światła. Siatka taka może działać jako filtr optyczny, który blokuje światło o jednej długości fali, oraz jako selektywne zwierciadło.

## Zastosowanie
Filtry Bragga stosuje się np. w laserach półprzewodnikowych do budowy rezonatora.